# Гладнице (Грачаница)
Гладнице  су археолошки локалитет који се налази у делу равнице недалеко од манастира Грачаница (општина Приштина). У питању је вишеслојно налазиште са доминантним слојем који припада старчевачкој култури. На локалитету су откривени делови надземних грађевина који се датују у период између 500. и 800. године. Пронађени су и остаци пластике са геомотријским орнаментом.